# Coruche
Coruche es un municipio portugués perteneciente al distrito de Santarém, región de Ribatejo, con cerca de 9200 habitantes. Desde 2002 que está integrada en la região estatística (NUTS II) de Alentejo y en la subregião estatística (NUTS III) de Lezíria do Tejo; pertenecía antiguamente a la región de Lisboa y Valle del Tajo, a la también antigua provincia de Ribatejo. Sigue siendo considerada como una localidad ribatejana.

## Geografía
Es sede de uno de los mayores municipios de Portugal, con 1113,95 km² de área y 17 356 habitantes (2021), subdividido en 6 freguesias. Los municipio están limitados al norte por los municipios de Almeirim y Chamusca, al nordeste por Ponte de Sor, al este por Mora, al sureste por Arraiolos, a sur por Montemor-o-Novo y por la fracción secundaria de Montijo, al oeste por Benavente y al noroeste por Salvaterra de Magos.

## Demografía
| Gráfica de evolución demográfica de Coruche entre 1801 y 2021 |
|                                                               |
| Datos según el nomenclátor publicado por el INE portugués.    |

## Freguesias
Las freguesias de Coruche son las siguientes:
- Biscainho
- Branca
- Coruche, Fajarda e Erra
- Couço
- Santana do Mato
- São José de Lamarosa